# Le Boupère
Le Boupère és un municipi francès situat al departament de Vendée i a la regió de País del Loira. L'any 2007 tenia 2.856 habitants.

## Demografia

### Població
El 2007 la població de fet de Le Boupère era de 2.856 persones. Hi havia 1.148 famílies de les quals 299 eren unipersonals (158 homes vivint sols i 141 dones vivint soles), 403 parelles sense fills, 405 parelles amb fills i 41 famílies monoparentals amb fills.
La població ha evolucionat segons el següent gràfic:
Habitants censats

### Habitatges
El 2007 hi havia 1.263 habitatges, 1.170 eren l'habitatge principal de la família, 47 eren segones residències i 45 estaven desocupats. 1.214 eren cases i 38 eren apartaments. Dels 1.170 habitatges principals, 902 estaven ocupats pels seus propietaris, 252 estaven llogats i ocupats pels llogaters i 17 estaven cedits a títol gratuït; 7 tenien una cambra, 46 en tenien dues, 166 en tenien tres, 273 en tenien quatre i 678 en tenien cinc o més. 986 habitatges disposaven pel capbaix d'una plaça de pàrquing. A 527 habitatges hi havia un automòbil i a 557 n'hi havia dos o més.

### Piràmide de població
La piràmide de població per edats i sexe el 2009 era:
| Homes | Edats   | Dones |
| ----- | ------- | ----- |
| 0     | 95 o +  | 0     |
| 4     | 90 a 94 | 16    |
| 16    | 85 a 89 | 20    |
| 20    | 80 a 84 | 40    |
| 24    | 75 a 79 | 72    |
| 64    | 70 a 74 | 72    |
| 80    | 65 a 69 | 84    |
| 60    | 60 a 64 | 80    |
| 60    | 55 a 59 | 32    |
| 100   | 50 a 54 | 76    |
| 100   | 45 a 49 | 104   |
| 116   | 40 a 44 | 84    |
| 116   | 35 a 39 | 116   |
| 108   | 30 a 34 | 68    |
| 116   | 25 a 29 | 92    |
| 104   | 20 a 24 | 60    |
| 96    | 15 a 19 | 128   |
| 84    | 10 a 14 | 100   |
| 88    | 5 a 9   | 56    |
| 52    | 0 a 4   | 52    |

## Economia
El 2007 la població en edat de treballar era de 1.822 persones, 1.456 eren actives i 366 eren inactives. De les 1.456 persones actives 1.380 estaven ocupades (793 homes i 587 dones) i 76 estaven aturades (26 homes i 50 dones). De les 366 persones inactives 157 estaven jubilades, 101 estaven estudiant i 108 estaven classificades com a «altres inactius».

### Ingressos
El 2009 a Le Boupère hi havia 1.164 unitats fiscals que integraven 2.892 persones, la mediana anual d'ingressos fiscals per persona era de 16.145 €.

### Activitats econòmiques
Dels 94 establiments que hi havia el 2007, 1 era d'una empresa extractiva, 4 d'empreses alimentàries, 14 d'empreses de fabricació d'altres productes industrials, 10 d'empreses de construcció, 11 d'empreses de comerç i reparació d'automòbils, 4 d'empreses de transport, 8 d'empreses d'hostatgeria i restauració, 2 d'empreses d'informació i comunicació, 9 d'empreses financeres, 3 d'empreses immobiliàries, 9 d'empreses de serveis, 9 d'entitats de l'administració pública i 10 d'empreses classificades com a «altres activitats de serveis».
Dels 23 establiments de servei als particulars que hi havia el 2009, 1 era una oficina de correu, 2 oficines bancàries, 2 tallers de reparació d'automòbils i de material agrícola, 1 autoescola, 1 paleta, 3 guixaires pintors, 2 fusteries, 1 lampisteria, 1 electricista, 4 perruqueries, 4 restaurants i 1 saló de bellesa.
Dels 6 establiments comercials que hi havia el 2009, 1 era un supermercat, 2 fleques, 1 una llibreria, 1 una sabateria i 1 una floristeria.
L'any 2000 a Le Boupère hi havia 118 explotacions agrícoles que ocupaven un total de 3.772 hectàrees.

## Equipaments sanitaris i escolars
El 2009 hi havia 1 centre de salut, 1 farmàcia i 1 ambulància.
El 2009 hi havia 2 escoles elementals.

## Poblacions més properes
El següent diagrama mostra les poblacions més properes.